# クリスマスドラマ 天使とジャンプ
『クリスマスドラマ 天使とジャンプ』（クリスマスドラマ てんしとジャンプ）とは、NHK総合テレビで、2013年12月24日と同年12月25日に2話連続で放送された、ももいろクローバーZ主演のドラマである。
DVDとBlu-rayで発売され、DVDのみレンタル対応となっている。

## 概要
ももいろクローバーZの初主演テレビドラマで、脚本を『てっぱん』などを手掛けた今井雅子、音楽をももクロの楽曲を手掛ける横山克、演出を新田真三が担当した。制作統括の三鬼一希チーフプロデューサーいわく、「不思議な少女との出会いが奇跡を巻き起こすファンタジックな物語」。
挿入歌の「JUMP!!!!!」と「Twinkle Wink」は、Twinkle5名義で楽曲配信され、サウンドトラックCDにも収録されている。また、ドラマのプロモーションの一環でTwinkle5の架空の公式サイトが、NHKホームページ内に設けられていた。

## ストーリー
5人組アイドルグループ・Twinkle5は、結成2年目のクリスマスライブを終了してから人気が低迷していた。マネージャーから3度目のクリスマスライブのチケットが売れ残っていることを知らされ、リーダーのゆずりんは突然グループを辞め海外留学へと旅だってしまう。
その後すぐにTwinkle5は解散し、残されたメンバーはそれぞれの生活に戻る。そんな時、カナエと名乗る少女がメンバーそれぞれの前に現れ、忘れかけていた夢を思い出させようとする。カナエはいつも言葉を残してはどこかへすっと消えてしまう不思議な少女であった。
その後4人は再会し決意を胸に、かつて皆で住んでいたアパートに集結。しかし部屋は空いておらず、大家の和子に頼んで隣接した廃屋の銭湯を合宿所として使わせてもらうことになる。そして3度目のクリスマスライブを自分たちの力で実現させるべく、荒れ放題の建物の中で奮闘する。

## キャスト
カナエ
演 - 百田夏菜子（ももいろクローバーZ）
空から降りてきた天使。
川添 美奈（黄色の天使、ミーニャ）
演 - 玉井詩織（ももいろクローバーZ）
ティッシュ配りのアルバイトをしている。
小野 春乃（ピンクの天使、のんのん）
演 - 佐々木彩夏（ももいろクローバーZ）
バレエ教室のアシスタント。
原 江梨子（緑の天使、リコピー）
演 - 有安杏果（ももいろクローバーZ）
高校2年生。普段はメガネをかけている。
五十嵐 弥生（紫の天使、ドッキー）
演 - 高城れに（ももいろクローバーZ）
チキンショップ「チキ★チキ」でアルバイトをしている。
阿部 柚希（赤の天使、元リーダー、ゆずりん）
演 - 飛鳥凛
3回目のクリスマス公演を前に、突然Twinkle5を辞める。
山口マネージャー
演 - 野間口徹
Twinkle5のマネージャー。
雄三
演 - 徳井優
直則の営む理容店の常連客。
岩垣 隆太
演 - 君沢ユウキ
弥生の働いているチキンショップ「チキ★チキ」の店長。
北野 守
演 - 久保酎吉
銭湯「星の湯」の近所に住む老人。
松下 小百合
演 - 田中明
江梨子の同級生。
野上 由紀子
演 - 有森也実
バレエ教室の教師。
川添 直則
演 - 遠藤憲一
美奈の父。理容店を営む。
鈴木 和子
演 - 斉藤由貴
寮・清風館の大家。

## スタッフ
- 脚本 - 今井雅子
- 音楽 - 横山克
- 振付 - 石川ゆみ
- バレエ指導 - 田中さくら
- 美術 - 岩倉暢子
- 技術 - 増田徹
- 音響効果 - 嶋野聡
- 撮影 - 平野拓也
- 照明 - 前田晃
- 音声 - 関口美幸
- 映像技術 - 稲岡靖
- 美術進行 - 小宮祐希
- 編集 - 阿部格
- 演出 - 新田真三
- 制作統括 - 三鬼一希

## 関連商品
- DVD（2014年5月14日発売）
  - ドラマ本編
  - メイキング（約34分）
  - 生写真1枚
  - ドラマ内容リーフレット
  - フォトブック
- Blu-ray（2014年5月14日発売）
  - ドラマ本編
  - メイキング（約34分）
  - ビジュアルコメンタリー（約88分） - メンバーが実際にドラマを見ながら語る企画
  - 生写真1枚
  - ドラマ内容リーフレット
  - フォトブック
- DVD（レンタル版）
  - ドラマ本編
  - NHKのPR番組「プレマップ」で放送されたドラマ紹介3バージョン
- CD『クリスマスドラマ「天使とジャンプ」オリジナル サウンドトラック』（2014年5月21日発売）
  - 挿入歌の「JUMP!!!!!」と「Twinkle Wink」も含む全29曲